# Collegio elettorale Lussemburgo-Ville
Il collegio elettorale di Lussemburgo città (fr: Circonscription de Luxembourg-Ville, lb: Wahlbezierk Lëtzebuerg Stad, ted: Wahlkreis Luxemburg Stadt) impropriamente Lussemburgo-Ville, è stato uno dei due collegi elettorali in cui era diviso il cantone di Lussemburgo ,insieme a quello di Lussemburgo-Campagne, (fr: Circonscription de Luxembourg Campagne, lb: Wahlbezierk Lëtzebuerg Land, ted: Wahlkreis Luxemburg Land) nelle elezioni legislative del granducato sino alla sua soppressione nel 1919.

## Geografia
Il collegio comprendeva l'intera capitale lussemburghese e confinava con i comuni (e alcuni quartieri della stessa città di Lussemburgo) di Bertrange, Contern, Eich, Hamm, Hesperange, Hollerich, Niederanven, Rollingergrund, Sandweiler, Schuttrange, Steinsel, Strassen, Walferdange e Weiler-la-Tour tutti compresi nell'ex collegio di Lussemburgo-Campagne con cui eleggeva 8 deputati.